# Тим Бърнърс-Лий
Сър Тимъти (Тим) Джон Бърнърс-Лий (на английски: Sir Timothy John Berners-Lee) е английски физик и компютърен специалист, основоположник и създател на World Wide Web. Днес той е директор на консорциума W3C (World Wide Web Consortium), който създава различни стандарти за WWW. Има няколко почетни докторски степени
През март 2000 година списанието Times включва Тим Бърнърс-Лий в списъка на „100-те най-важни личности на 20 век“. На 15 април 2004 година става първият получател на новоучредената награда „Награда за технология на хилядолетието“. Същата година е посветен в рицарство от кралица Елизабет II и му е дадена наградата Орден на Британската империя.

## Биография

### Детство и образование
Тим Бърнърс-Лий е роден на 8 юни 1955 г. в Лондон, Великобритания. Десет години преди неговото раждане Ваневар Буш въвежда понятието хипертекст. На 12 години Тим е изпратен да учи в частното лондонско училище Еманюел. През 1976 г. завършва с отличие бакалавърска степен по специалността физика в Куинс колидж към Оксфордския университет.

### Кариера
След завършването си Бърнърс-Лий няколко години работи на различни места. Две от тях посвещава на производството на телекомуникационно оборудване във фирма Plessey Communications. Той живее още няколко години в Англия, разработвайки многозадачна операционна система и драйвъри за периферно оборудване във фирмата D.G Nash Ltd. Работата му до този момент не го удовлетворява и заминава за Европа, където си намира работа в качеството на консултант по разработване на програмно осигуряване в Европейската лаборатория по физика на елементарните частици (ЦЕРН). Подписва договор само за половин година. Планинският въздух и околностите на Женева се харесват на Тим и той решава да се задържи в този район на Европа. Именно тогава за своите собствени нужди той създава неголяма програма ENQUIRE – Справочник или Записна книжка. По своята същност тази програма днес представлява хипертекстова база от данни. В нея е въплътена идеята за днешната информационна система WWW. Почти три години Бърнърс-Лий се опитва да получи постоянно назначение в ЦЕРН. Суровите традиции в швейцарското гостоприемство и неспокойния характер на Тим не му позволяват да остане на едно място за дълго време. През това време той работи по софтуерни проекти в кантората на Джон Пул.

### Създаването на WWW
През 1984 г. цялото му внимание е погълнато от обработката и представянето на резултатите от научни изследвания в реално време – това е проблем, който от дълго време стои нерешен в ЦЕРН. Неговата програма ENQUIRE се оказва подходяща, защото поддържа произволни хипертекстови връзки, облекчавайки режима на търсене. Трябва само да стане многопотребителска, платформено-независима система. Бърнърс-Лий се заема с тази нелека задача.
Отношението на неговите по-възрастни колеги е много скептично. В средата на 1980-те години представата за удобен потребителски интерфейс е съвсем неясна, което се обяснява с тогавашното ниво на развитие на компютрите. Никой не вярва, че този учен ще успее да достигне до хипертекстовата база чрез клавиатурата на своя компютър NeXT. Основната тежест на задачата пада на Бърнърс-Лий и Робер Кайо (белгиец, компютърен специалист с много остроумен и весел характер), наричан „дясната ръка“ на създателя на World Wide Web, който след завършването на този проект работи самостоятелно по други проекти.
През есента на 1990 г. сътрудниците на ЦЕРН получават за ползване първия уебсървър – CERN httpd и уеббраузър, написани от Бърнърс-Лий в програмната среда (операционна система) NeXTStep. Удобството на реализацията с името „документирана вселена“ става очевидно за всички. През лятото на 1991 г. проектът „WWW“, покорил вече учените в Европа, пресича океана и се влива в проекта „Internet“. Възниква паралелния свят на новосъздадените абревиатури: URL, HTTP, TCP, HTML. Първият уебсайт е направен в ЦЕРН и се появява онлайн на 6 август 1991 година.

### В САЩ
През 1994 г. Бърнърс-Лий е поканен да оглави катедра в Масачузетския технологичен институт (MIT). Тогава той създава и оглавява и международния консорциум W3C, който създава и усъвършенства стандартите за информационната система WWW. Днес консорциумът W3C се грижи глобалната мрежа да остане непритежавана от никого, без патенти, отворена и безплатна.

### Проекти през 2009-2010 г.
През юни 2009 г. британският министър-председател Гордън Браун назначава Тим Бърнърс-Лий да работи съвместно с английското правителство за да направи по-лесен достъпа до отворени данни. Заедно с професор Найджъл Шадболт той работи по проекта data.gov.uk, имащ за цел да предостави почти всички публични данни, получени по официален път от правителството, за свободна употреба. Според думите на самия Бърнърс-Лий от април 2010 година, това е културна промяна в положителна посока, тъй като всички данни и всяка информация от обществения сектор би трябвало да са свободно достъпни, освен когато отказът на достъп е добре обоснован.
През ноември 2009 г. той създава Фондацията World Wide Web. Той също така е един от пионерите в полза на мрежовата неутралност, и изразява мнението, че доставчиците на Интернет трябва да осигуряват свързаност, а не да контролират или следят своите клиенти без тяхното специално разрешение и съгласие. Бърнърс-Лий стои зад идеята, че мрежовата неутралност е вид основно човешко право и компании и правителства, които следят активността на отделни индивиди онлайн, нарушават тези основни човешки права.
През октомври 2009 той признава, че двете наклонени черти (//) в уеб адресите всъщност са ненужни, но по времето на създаването им са изглеждали като добра идея.